# Jan Brueghel den äldre
Jan Brueghel den äldre, född 1568 i Bryssel, död 13 januari 1625 i Antwerpen, var en flamländsk målare. Han var son till Pieter Brueghel den äldre.
Bruegel målade blommor, landskap och Edens lustgård i emaljliknande målningar, något som gav honom smeknamnet "Sammetsbruegel".
Brueghel var efter att först ha handletts av sin mormor, miniatyrmålarinnan Marie Verhulst, elev av Peeter Goetkint den äldre i Antwerpen, där han efter sin vistelse i Italien (1590-95) var bosatt. Brueghel utförde en stor mängd av sirligt, i blågrön ton hållna landskap i litet format, som han försåg med rikt staffage av figurer och djur med omväxlande bibliska och mytologiska motiv samt scener ur det samtida vardagslivet. I Dresdens museer finns omkring 20, i Münchens 26, i Madrids mer än 50 verk.
Vid sidan av sin produktiva verksamhet för egen räkning, samarbetade Brueghel med andra konstnärer, bland annat med sin förtrogne vän Rubens. Så har han till exempel i den sistnämndes "De tre gracerna" i Nationalmuseum målat landskapet och blomsterkorgen. Dessutom togs hans färdighet att måla staffagefigurer i anspråk inom kamratkretsen. Så målade han till exempel ofta figurer i Joos de Mompers landskapsbilder. Å andra sidan målade Rubens, Hendrik van Balen och andra ibland figurerna i Brueghels landskap.
Brueghel var lärare åt Daniel Seghers och Mattheus Molanus.
Jan Bruegel den äldre dog i kolera liksom tre av hans barn. Sonen Jan Brueghel den yngre blev däremot målare liksom fadern.

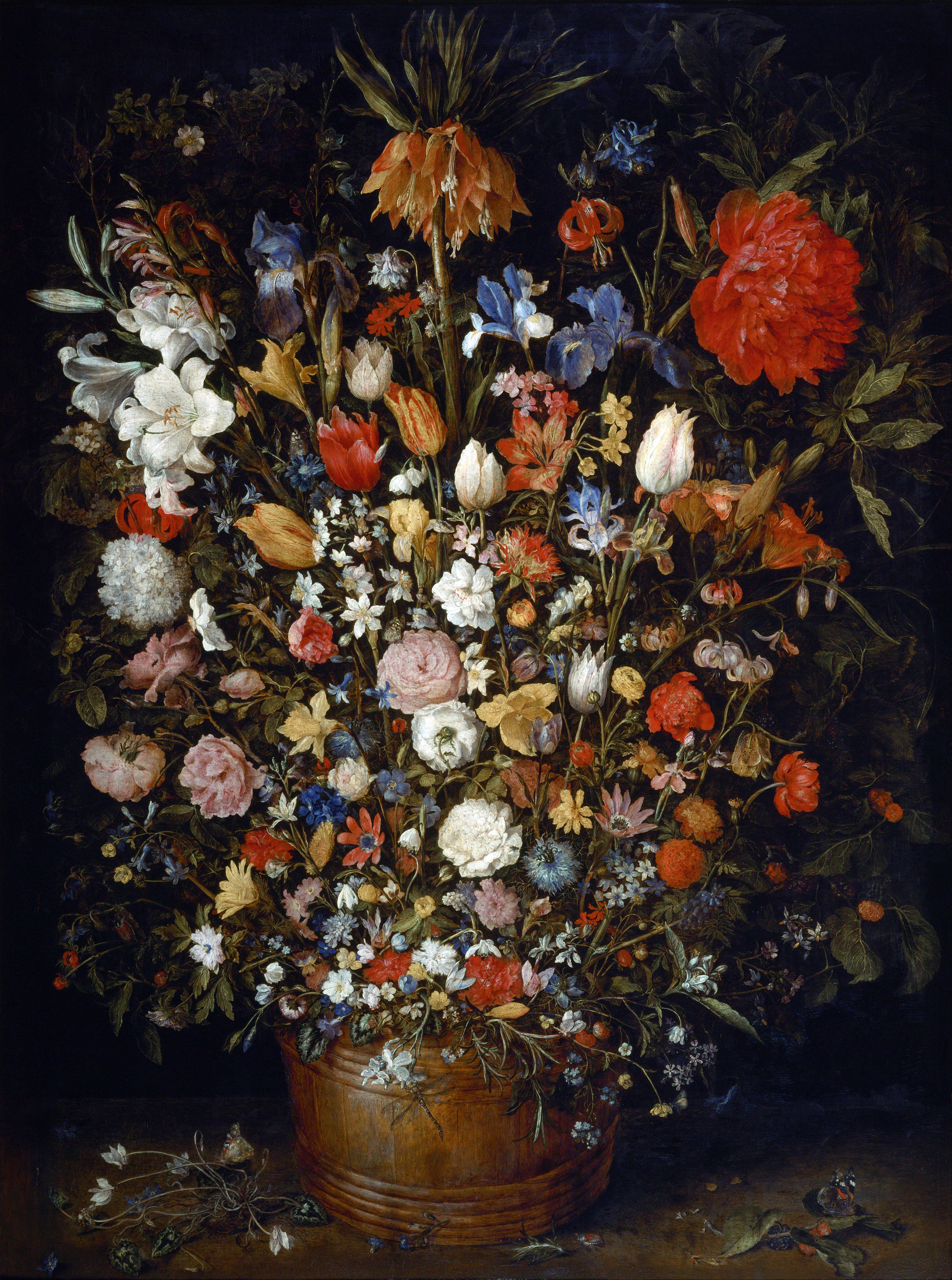
Bukett, målad 1606/1607.

## Verk i urval
- Landskap med landtgårdar (1609, Nationalmuseum[17])
- Vas med blommor och insekter (Nationalmuseum)
- Flodlandskap (1607, Vanås i Skåne)
- Bondfolk på väg till marknaden (1607, Vanås i Skåne)